# San Pedro, Janos
San Pedro är en ort i Mexiko.   Den ligger i kommunen Janos och delstaten Chihuahua, i den nordvästra delen av landet, 1 600 km nordväst om huvudstaden Mexico City. San Pedro ligger 1 409 meter över havet och antalet invånare är 336.
Terrängen runt San Pedro är platt.  Trakten runt San Pedro är nära nog obefolkad, med mindre än två invånare per kvadratkilometer. Närmaste större samhälle är Janos, 19,2 km öster om San Pedro. Omgivningarna runt San Pedro är i huvudsak ett öppet busklandskap.